# Greg Saunders
Greg Saunders es un superhéroe que aparece en los cómics estadounidenses publicados por DC Comics. Es el primer personaje de DC en llevar el nombre Vigilante.
El personaje hizo su debut de acción real en la serie de películas El Vigilante (1947), interpretado por Ralph Byrd.

## Historial de publicaciones
Creado por el escritor Mort Weisinger y el artista Mort Meskin, Greg Saunders apareció por primera vez en Action Comics #42 (noviembre de 1941 ). Apareció en todos los números de Action Comics hasta el número 198 (noviembre de 1954).

## Biografía ficticia
El Vigilante original era un héroe de temática occidental que debutó en Action Comics # 42 (noviembre de 1941): originalmente llamado Greg Sanders, la ortografía se cambió a Greg Saunders en la década de 1990. Nieto de un luchador nativo americano e hijo de un sheriff en Wyoming, Saunders, cuando era joven, se mudó al este de la ciudad de Nueva York y se convirtió en cantante de country, "Prairie Troubadour" de radio. Greg regresó a su casa después de que mataron a su padre y llevó ante la justicia a la banda de bandidos que lo mató.
El Vigilante, como muchos héroes de la época, adquirió un compañero para ayudarlo en su lucha contra el crimen. Stuff el Chinatown Kid se introdujo en Action Comics #45. Ayudó al Vigilante cuando un espía japonés conocido como Head incriminó al abuelo de Stuff por provocar una guerra Tong.
La mayoría de las aventuras en solitario de Vigilante fueron contra criminales disfrazados sin poderes. Era un excelente peleador, tirador, francotirador, jinete y motociclista, y un experto con el lazo. Estas habilidades le dieron ventaja sobre sus adversarios en sus aventuras, que se centraron principalmente en la ciudad de Nueva York.
El Vigilante luchó contra pocos enemigos que pudieran considerarse verdaderos "supervillanos". Sus archienemigos eran el Muñeco, un brillante inventor de armas y asesino profesional que se asemejaba al muñeco de un ventrílocuo tanto en tamaño como en rasgos faciales, y el Hombre del Arco Iris, que cometía crímenes con un motivo de color. Vigilante también se encontró con Rattler en varias ocasiones, así como con Violinista y Shade, aunque los dos últimos villanos no son los mismos enemigos que lucharon contra Flash. Otros enemigos incluyeron a Shakes the Underworld Poet y the Dictionary, un gángster con un vocabulario elevado.
El Vigilante también fue miembro de los Siete Soldados de la Victoria (también conocidos como los Legionarios de la Ley), uno de los primeros equipos de superhéroes (que aparece en Leading Comics). En estas aventuras, su compañero Stuff nunca apareció, siendo reemplazado por un anciano algo cascarrabias llamado Billy Gunn. The Vigilante también fue una de las pocas características de superhéroes que sobrevivió al final de la "Edad de oro" de los cómics de superhéroes, y duró como característica en solitario hasta Action Comics # 198 (1954), cuando fue reemplazado permanentemente por Tommy Tomorrow.
El Vigilante fue revivido en la Edad de Bronce en las páginas de la Liga de la Justicia de América, cuando los Siete Soldados de la Victoria fueron traídos nuevamente a la continuidad activa. Al igual que Green Arrow, era un miembro perdido de los Siete Soldados, pero no participó en la búsqueda de JLA/JSA para rescatarlos. Todos los miembros fueron lanzados a través del tiempo después de derrotar a Nebula Man (excepto Wing, que murió). Silver Age Green Arrow, Black Canary, Johnny Thunder y Thunderbolt salvaron a Vigilante de una tribu de nativos americanos en el Viejo Oeste que sintió que eventualmente los hombres blancos se apoderarían de su tierra. El contacto de Tierra-1 Vigilante con la Liga se limitó a una historia de dos partes en la que ayudó a la JLA contra los extraterrestres decididos a contaminar en exceso la Tierra. Comenta en su primera aparición en Adventure Comics que la Liga lo ayudó a restablecer su carrera, incluso brindándole una motocicleta nueva. Más tarde se une a Superman y le salva la vida (su puntería le permitió disparar una bala de plata a la sombra de un hombre lobo que, al ser una criatura mágica, estaba a punto de matar al Hombre de Acero). También recibió una característica periódica en las páginas de Adventure Comics, dibujadas por Mike Sekowsky y Gray Morrow, y también en World's Finest Comics.
La serie de corta duración en World's Finest culminó cuando Vigilante llegó a Gotham City para encontrarse con su antiguo compañero Stuff, solo para encontrar a su amigo asesinado por su antiguo enemigo, el Muñeco. Al final de esta serie, El Vigilante se fue con el hijo de Stuff (que había sido entrenado por Richard Dragon).
Vigilante continuó apareciendo esporádicamente como un superhéroe en DC Comics, habiéndose establecido como administrador de un rancho para turistas en Mesa City (la antigua casa del héroe occidental Johnny Thunder).

### Siete Soldados
En Seven Soldiers #0 de Grant Morrison, Vigilante establece un nuevo equipo de los Siete Soldados de la Victoria para luchar contra la monstruosa araña de Miracle Mesa. Aparentemente, es asesinado junto con el resto del equipo, solo para reaparecer como un fantasma en Bulleteer #3 (también parte de la serie Seven Soldiers). Intenta reclutar un nuevo equipo de siete para seguir luchando contra la amenaza de los sheeda. Afirma que las acciones de Bulleteer le permitirán "descansar".  

### Regreso
En Superman's Pal, Jimmy Olsen, Greg Saunders aparece, vivo, como el sheriff de Warpath, un pueblo en la frontera mexicana anteriormente conocido por la actividad de los supervillanos. La narración de Olsen señala que Saunders estuvo muerto y volvió a la vida, pero no entra en detalles. Olsen también señala que Saunders parece más joven, aunque claramente conserva toda su experiencia pasada. Saunders y una versión misteriosa del héroe conocido como el Guardián hicieron retroceder una invasión malvada de México.

### The New 52
En 2011, "The New 52" reinició el Universo DC. Vigilante pasó a llamarse Greg Sanders y operó en Opal City a mediados del siglo XX. Shade lo contactó para ayudar a rescatar a su bisnieto Darnell Caldecotte de los espías nazis. Una vez hecho esto, Shade mantuvo su trato con Vigilante al darle información sobre las pandillas locales y se separaron.

### La Nueva Edad de Oro
En las páginas de "La Nueva Edad de Oro", Vigilante estaba entre los Siete Soldados de la Victoria que volvieron a estar juntos cuando fueron convocados por la versión de Jill Carlyle del Crimson Avenger.

## Poderes y habilidades
El Vigilante es un excelente luchador cuerpo a cuerpo y artista marcial, demostrando que puede luchar no solo con uno sino con muchos oponentes combinados, un tirador brillante con su revólver que también le permite desarmar a sus enemigos, y un maestro del lazo usando el lazo logra capturar criminales y enemigos que huyen. A pesar de no tener caballo, es un jinete infalible, de hecho conduce su ágil motocicleta. En un episodio revela que Vigilante es un experto en aviación, de hecho es capaz de pilotar un avión.

## Enemigos
Vigilante tenía su propia galería de villanos:
- Muñeco - un hábil inventor que se hace pasar por el muñeco de un ventrílocuo. Hizo su debut en Leading Comics #1 estando entre los criminales responsables del origen de los Siete Soldados de la Victoria.[10] Luego se enfrentó a Vigilante en dos historias en Action Comics,[11][12] se enfrentó a los Siete Soldados de la Victoria como el villano principal en Leading Comics #8,[13] y luego se enfrentó a Vigilante en cuatro números más de Action Comics.[14][15][16][17] En uno de estos problemas, tenía el Lash trabajando para él.[18]
- Violinista - Benjamin Bowe es un hombre que usa violines de truco que disparan flechas envenenadas, rocían ácido o están cargados con TNT. Luchó contra Vigilante en siete números de Action Comics.[19][20][21][22][23][24][25]
  - Droop, Sailor y Sport - un trío de secuaces que trabajan para Violinista. Droop era un criminal de baja estatura, Sailor vestía ropa de marinero y siempre hablaba en términos náuticos, y Sport siempre vestía ropa deportiva elegante. Trabajaron para Violinista en todas las historias de Violinista,[19][20][21][22][23][24] excepto en la última historia de Violinista, donde en cambio fue asistido por Dictionary y Shakes.[25]
- Head - un criminal asiático-estadounidense que se hace pasar por un espíritu para otros criminales.[26]
- Killer Kelly -  el primer oponente de Vigilante que fingió su ejecución en la silla eléctrica.[27]
- Rey - el líder de una pandilla que buscaba el oro que se encontró en Avalanche Junction, Wyoming.[28]
- Lash - un criminal que empuña un látigo en una silla de ruedas, pero al final de su primera historia reveló que la silla de ruedas "era solo un truco para engañar a la policía".[29] Más tarde, el Muñeco contrató a un sombrío criminal que empuñaba un látigo llamado Latigazo, que puede o no haber sido el mismo personaje, para que lo ayudara mientras el Muñeco fingía falsamente que iba bien.[30]
- Sr. Mungo - un criminal que causó accidentes en el festival de invierno.[31]
- Rainbow Man - un criminal con temática de arcoíris, luchó contra Vigilante en 12 números de Action Comics.[32][33][34][35][36][37][38][39][40][41][42][43]
  - Dictionary - Siempre un secuaz que usaba grandes palabras en su discurso. Trabajó para Rainbow Man junto con Shakes en 4 números de Action Comics,[34][35][36][43] trabajó para Rainbow Man sin Shakes en 4 números de Action Comics,[44][33][45][39] y trabajó para el violinista en una historia junto con Shakes[46]
  - Shakes - su nombre es la abreviatura de "Shakespeare", un criminal que rimaba todo el tiempo. En su historia debut, trabajó para Lash.[30] Luego trabajó para Rainbow Man junto con Dictionary en dos historias.[34][35] Luego asumió a Vigilante como el único villano principal de su propia historia.[47] Luego trabajó para Rainbow Man junto con Dictionary,[36] una vez más asumió a Vigilante como el único villano principal de su propia historia,[48] trabajó para Violinista junto con Dictionary,[25] nuevamente trabajó para Rainbow Man junto con Dictionary,[43] y finalmente asumió a Vigilante como el único villano principal de su propia historia.[49]
- Escorpión - un criminal que se especializa en robar eventos de caridad.[50]
- Shade - Keyhole Carter es un locutor de radio que también trabaja como cerebro criminal. Luchó contra Vigilante dos veces.[51][52]

## Otras versiones
- Dos encarnaciones multiversales de Greg Saunders / Vigilante de Tierra-1 y Tierra-2 aparecen en el número 78 de Justice League of America.[53]

## En otros medios

### Televisión
- Vigilante aparece en Liga de la Justicia Ilimitada, con la voz de Michael Rosenbaum sin acreditar en el episodio "Task Force X" y Nathan Fillion en "Hunter's Moon" y "Patriot Act". Esta versión es miembro de la Liga de la Justicia.
- Vigilante aparece en Batman: The Brave and the Bold, con la voz de John DiMaggio.
- Vigilante aparece en una imagen representada en el episodio de Stargirl, "Brainwave", como miembro de los Siete Soldados de la Victoria.

### Cine
- Vigilante aparece en una serie de la película homónima, interpretado por Ralph Byrd.
- Vigilante hace un cameo sin hablar en Justice League: The New Frontier.